# فورته دی مارمی
فورته دی مارمی (به ایتالیایی: Forte dei Marmi) یک کومونه در ایتالیا است که در استان لوکا واقع شده‌است.

## خصوصیات
فورته دی مارمی ۹ کیلومترمربع مساحت و ۷٬۷۶۰ نفر جمعیت دارد و ۲ متر بالاتر از سطح دریا واقع شده‌است.

## خواهرخوانده
شهرهای Haan و ایتربیئک خواهرخوانده‌های فورته دی مارمی هستند.